# Thihadeepa United Football Club
O Thihadeepa United Football Club é um clube de futebol com sede em Thanlyin, Myanmar. A equipe compete no Campeonato Birmanês de Futebol.

## História
O clube foi fundado em 2013.